# Зиденбург
Зиденбург (њем. Siedenburg) општина је у њемачкој савезној држави Доња Саксонија. Једно је од 47 општинских средишта округа Дипхолц. Према процјени из 2010. у општини је живјело 1.246 становника. Посједује регионалну шифру (AGS) 3251034.

## Географски и демографски подаци
Зиденбург се налази у савезној држави Доња Саксонија у округу Дипхолц. Општина се налази на надморској висини од 39 метара. Површина општине износи 14,2 km². У самом мјесту је, према процјени из 2010. године, живјело 1.246 становника. Просјечна густина становништва износи 88 становника/km².

## Међународна сарадња
| Мјесто | Држава    | Врста сарадње | Од    |
| ------ | --------- | ------------- | ----- |
|        | Француска | партнерство   | 1991. |
|        | Француска | партнерство   | 1991. |
| Извор  |           |               |       |